# Povilas Lukšys (żołnierz)

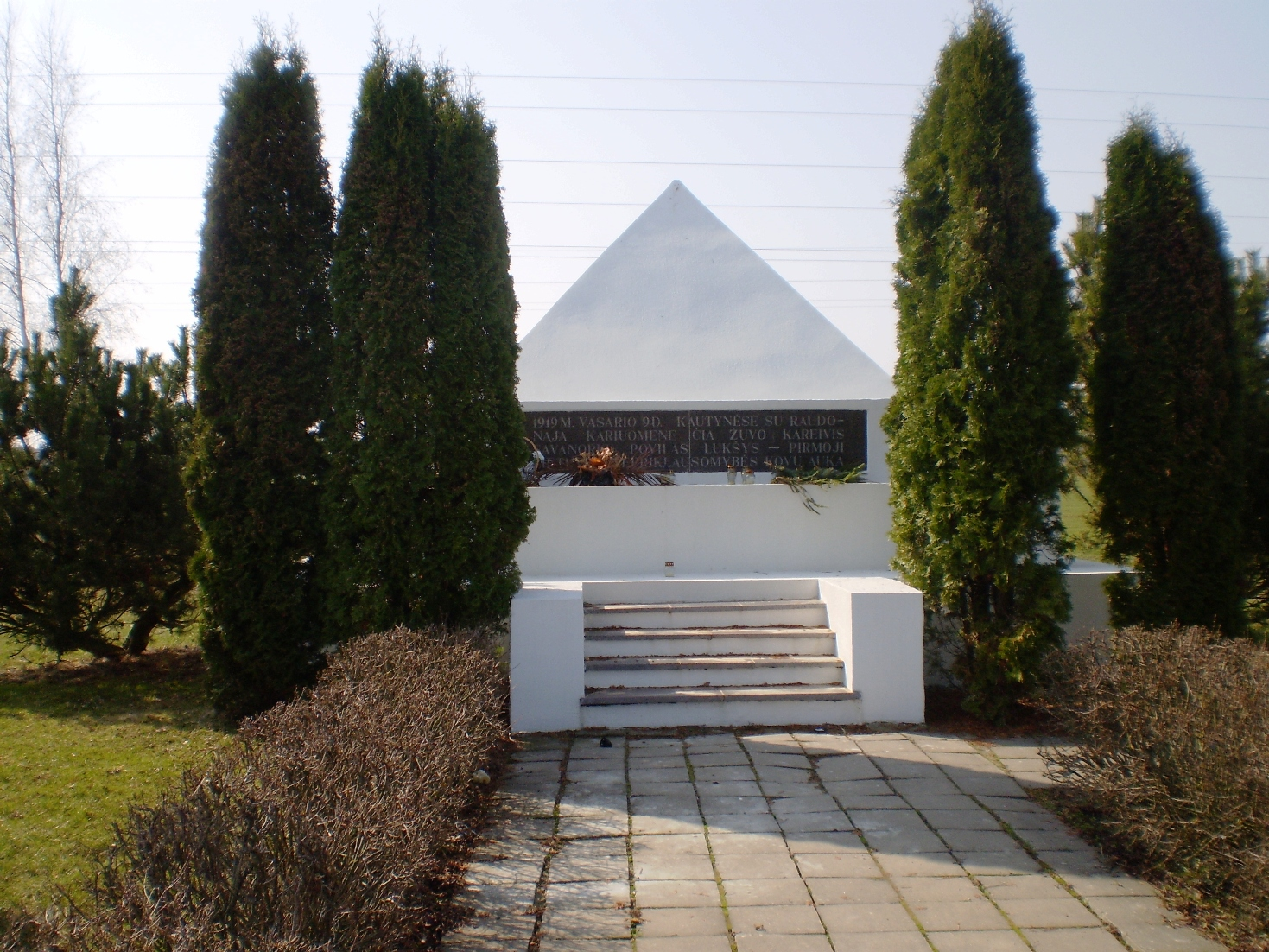
Pomnik w miejscu śmierci Povilasa Lukšysa

Povilas Lukšys (ur. 21 sierpnia 1886 roku w Kozakach, obok Surwiliszek, zm. 8 lutego 1919 roku w pobliżu wsi Taučiūnai) – pierwszy żołnierz niepodległej Litwy poległy w walkach o ojczyznę. Pośmiertnie odznaczony Krzyżem Wielkim Orderu Krzyża Pogoni (1923). 
Podczas I wojny światowej służył w armii rosyjskiej. Po utworzeniu Republiki Litewskiej zorganizował grupę ochotników z okolic Kiejdan. Wraz z nią stanął do obrony kraju przed inwazją bolszewicką. Zginął podczas wymiany ognia w pobliżu wsi Taučiūnai, będąc pierwszym żołnierzem litewskim, który zginął w walce o kraj. Został pochowany w Kownie. 
W 1929 roku wystawiono mu pomnik według projektu Vytautasa Landsbergisa-Žemkalnisa. Pomnik stał do 1962 roku, kiedy to komuniści rozebrali go, a miejsce po nim obsiali burakami. W 1989 roku w tamtym miejscu ustawiono krzyż, a w 1993 roku – nowy pomnik. 